# Velódromo de Varembé
O Velódromo de Varembé (em francês: Vélodrome de Varembé) é um velódromo em Genebra, ao oeste da Suíça. O Velódromo de Varembe é, provavelmente, o primeiro construído na Suíça. Inaugurado em Genebra a 15 de maio de 1892, encontrava-se no lugar onde agora se levanta a estádio Varembe. Foi no momento da sua abertura, um dos maiores da Europa. O velódromo tinha um carril para bicicletas no betão, que tinha um comprimento total de 500 metros e uma largura entre 6 e 7 metros.